# Ao Vivo em Uberlândia (álbum de Victor & Leo)
Ao Vivo em Uberlândia é o segundo álbum ao vivo e o primeiro DVD da dupla sertaneja Victor & Leo, lançado em 2007. Foi gravado no dia 30 de junho de 2007 no Espaço Camaru, na cidade de Uberlândia, Minas Gerais.
A versão em CD traz 15 faixas, e o DVD traz 22, incluindo 3 inéditas, além de grandes sucessos antigos como "Fada" e "Amigo Apaixonado", e também inclui o primeiro single Nº 1 da dupla, "Tem Que Ser Você", incluída na trilha sonora da telenovela A Favorita, da Rede Globo.

## Faixas
| CD  |                                                             |                                                          |         |  |
| N.º | Título                                                      | Compositor(es)                                           | Duração |  |
| 1.  | "Fada"                                                      | Victor                                                   | 4:05    |  |
| 2.  | "Sinto Falta de Você"                                       | Victor                                                   | 2:54    |  |
| 3.  | "60 Dias Apaixonado / Fazenda São Francisco (Maior Proeza)" | Darci Rossi, Constantino Mendes / Paraíso, Jesus Belmiro | 5:50    |  |
| 4.  | "Amigo Apaixonado"                                          | Victor                                                   | 3:26    |  |
| 5.  | "Tem Que Ser Você"                                          | Victor                                                   | 3:05    |  |
| 6.  | "Vida Boa"                                                  | Victor                                                   | 3:28    |  |
| 7.  | "Sem Você"                                                  | Victor, Paula Fernandes                                  | 3:03    |  |
| 8.  | "Nova York"                                                 | Chrystian, Ralf                                          | 3:59    |  |
| 9.  | "Arapuca"                                                   | Solevante / Itamaracá / Mangabinha                       | 2:50    |  |
| 10. | "Lembranças de Amor"                                        | Victor                                                   | 3:32    |  |
| 11. | "Jogo da Vida"                                              | Victor                                                   | 3:17    |  |
| 12. | "O Granfino e o Caipira"                                    | Victor                                                   | 3:20    |  |
| 13. | "Fotos"                                                     | Victor                                                   | 3:20    |  |
| 14. | "Meu Eu em Você"                                            | Paula Fernandes                                          | 4:58    |  |
| 15. | "Chuva de Bruxaria"                                         | Victor                                                   | 2:32    |  |

| DVD |                                              |         |  |
| N.º | Título                                       | Duração |  |
| 1.  | "Fada"                                       |         |  |
| 2.  | "Sinto Falta de Você"                        |         |  |
| 3.  | "60 Dias Apaixonado / Fazenda São Francisco" |         |  |
| 4.  | "Amigo Apaixonado"                           |         |  |
| 5.  | "Tem Que Ser Você"                           |         |  |
| 6.  | "Telefone Mudo"                              |         |  |
| 7.  | "Vida Boa"                                   |         |  |
| 8.  | "O Cuidador do Fogo"                         |         |  |
| 9.  | "Cavalo Preto"                               |         |  |
| 10. | "Sem Você"                                   |         |  |
| 11. | "Nova York"                                  |         |  |
| 12. | "Arapuca"                                    |         |  |
| 13. | "Quem de Nós Dois"                           |         |  |
| 14. | "Milonga Para as Missões"                    |         |  |
| 15. | "Lembranças de Amor"                         |         |  |
| 16. | "Jogo da Vida"                               |         |  |
| 17. | "O Granfino e o Caipira"                     |         |  |
| 18. | "Fotos"                                      |         |  |
| 19. | "Meu Eu em Você"                             |         |  |
| 20. | "Chuva de Bruxaria"                          |         |  |
| 21. | "Ela Não Vai Mais Chorar"                    |         |  |
| 22. | "Pagode em Brasília"                         |         |  |
| 23. | "Fada (Reprise)"                             |         |  |